# ニコラ・テスラ博物館
ニコラ・テスラ博物館（ニコラ・テスラはくぶつかん、英：The Nikola Tesla Museum、セルビア語：Музеј Николе Тесле）は、セルビア共和国ベオグラードにある博物館。発明家ニコラ・テスラの発明に関する展示を行っている。旧ユーゴスラヴィアにおいて初の技術系の博物館とされる。

## 概要
1952年12月5日、ユーゴスラヴィア政府は、同国憲法第80条第2項に基づきニコラ・テスラ博物館を設立することを決議。この決議に関してはヨシップ・ブロズ・チトーの署名が残っている。
1955年10月20日、一般公開が開始される。
2003年、ユネスコはニコラ・テスラの記録を世界の記憶に選定した。